# Manufacture royale de Bains-les-Bains
La Manufacture royale de Bains-les-Bains est une ferblanterie fondée par lettre patente le 18 juin 1733 par autorisation de la duchesse Élisabeth-Charlotte, régente du duché de 1729 à 1737, au bénéfice des frères  Jean-François et Claude Coster, fils d'un émigrant savoyard, et de leurs associés savoyards Georges Puton, et Jean-Baptiste Villiez.

## Description

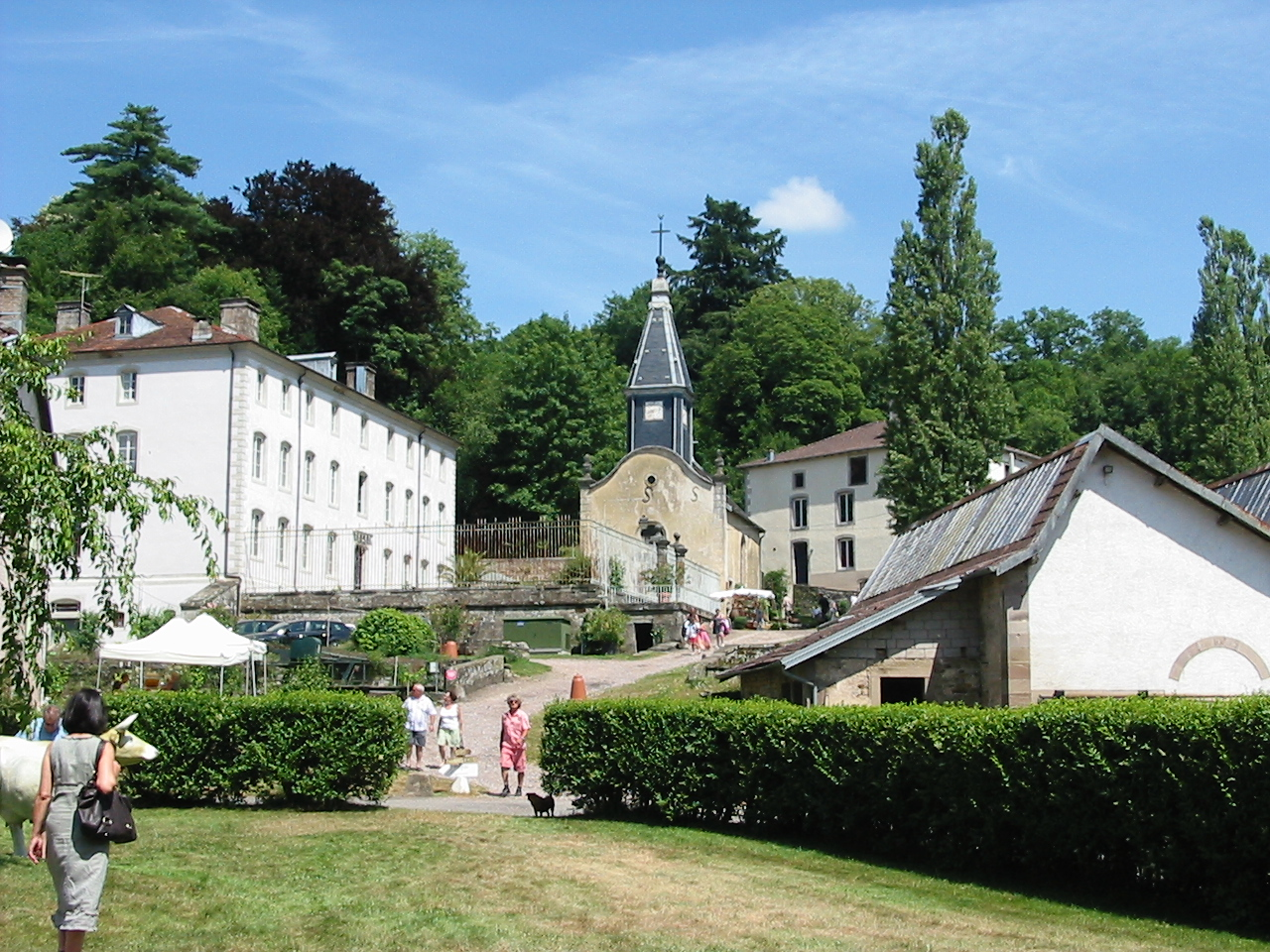
Chapelle et administration.

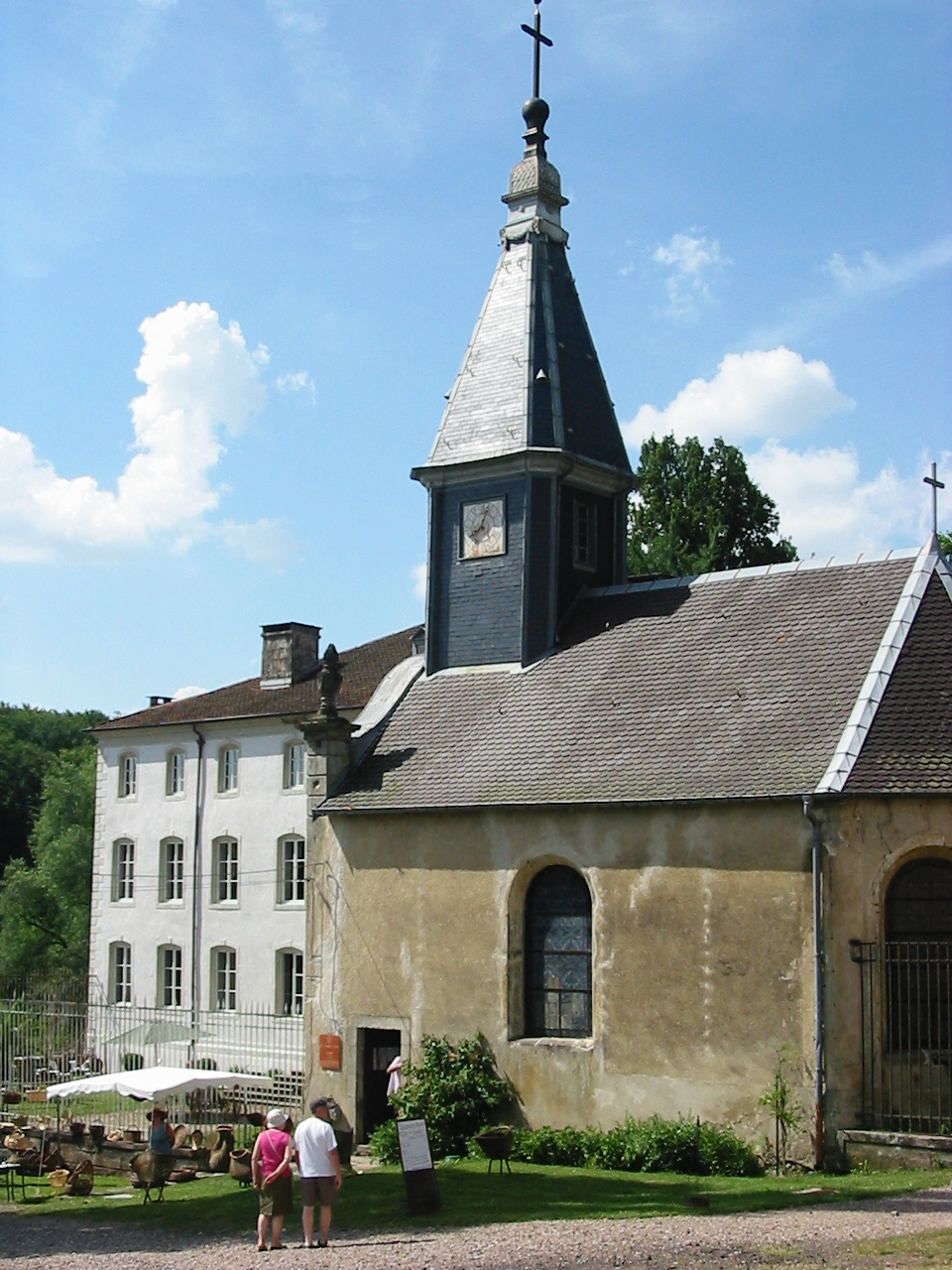
La chapelle.

L'ensemble du site comprend plusieurs bâtiments industriels (ateliers d'étamage (1736), halle au charbon (1779, 1859)…), des logements pour les ouvriers (XVIIIe et XIXe siècles), des étables, la maison des contremaîtres, la chapelle (1735), une glacière et le château (32 pièces) du maître de forge entouré d'un parc renfermant de nombreuses variétés d'arbres dont plusieurs espèces rares.
La majorité des bâtiments fut construite entre 1733 et 1737 (château, chapelle et logements d’ouvriers) par le maître de forges et fermier général Georges Puton (1679-1737), puis durant la seconde moitié du XVIIIe siècle (comme la halle au charbon en 1779). En 1764, cinq commis et cent-vingt-cinq ouvriers travaillent et logent à la manufacture. Comme la plupart des établissements industriels construits à cette époque, elle se trouve au bord d'un cours d'eau permettant l'utilisation de la force hydraulique et au cœur d'une forêt qui lui procure le bois et le charbon de bois nécessaires pour chauffer les forges et fourneaux.
En 1777, Claude Thomas Falatieu rachète l’usine pour la somme de 1.120.275 livres. Il ajoute le canal, la fonderie, les ateliers de fabrication, la nouvelle étamerie.
En 1792, Joseph Falatieu donnera un essor important à la manufacture de fer-blanc (fer étamé) ainsi nommé par opposition au fer noir, brut de forge ou de fonderie. Il vend la Manufacture en 1793 à Prosper Chaulin qui apporte à l'établissement de nombreuses modifications et écrit C. Olivier : « la mit sur un tel pied qu'elle passa pour l'une des plus remarquables manufactures de la France. »
Joseph Falatieu rachète la manufacture trois ans plus tard. Cependant, la fin des privilèges pour l'approvisionnement en combustible bois dont bénéficiait la Manufacture jusqu'à la Révolution menace la survie de l'établissement même si depuis la fin du XIIIe siècle, on utilisait de la houille provenant de mines de Ronchamp. La ferblanterie devait consommer beaucoup de bois car on lit dans le "Cahier des plaintes et doléances" du 8 mars 1789 village de Mattaincourt, pourtant situé à 40 km, 
« Il a dans notre proximité une usine de fer-blanc qui est un gouffre qui absorbe le produit de toutes les forêts à je ne sais combien de lieuës à la ronde : ne pourroit-on les diminuer ? » 
Au cours du XIXe siècle, le fer-blanc est abandonné au profit des clous à chevaux.
En 1983, Eric Chavane entreprend de sauver le site de la manufacture qui fera l'objet d'une inscription au titre des monuments historiques depuis le 4 février 1988.
La manufacture, son parc, ses jardins et sa chapelle sont aujourd’hui ouverts au public pour des visites guidées, des concerts, des animations et des conférences.

## Historique

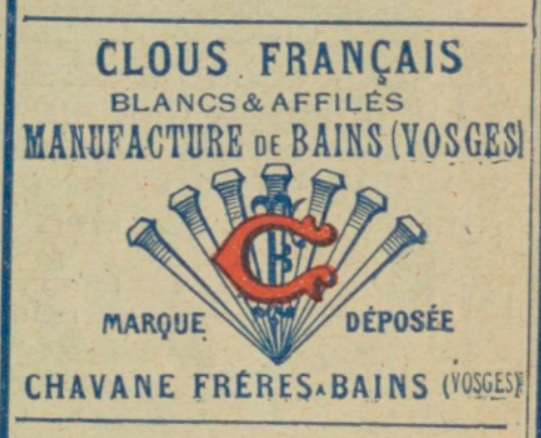
Marque commerciale des clous 1897.

- 1733 : Georges Puton dirige la manufacture, Claude et Jean-François Coster, Jean-Baptiste Villiez sont ses associés. Tous sont originaires de Savoie. La régente Élisabeth-Charlotte d'Orléans, accorde au nom de son fils François III des avantages aux nouveaux propriétaires. Pour bâtir la forge, ils ont, entre autres, le droit d'user du bois des forêts ducales, obtiennent la franchise du droit d'eau sur la rivière Côney et ils obtiennent le titre de Manufacture royale[13].
- 1742 : elle passe sous le contrôle de Joseph Antoine Vallet[14], maître de forge qui possédait alors plusieurs usines métallurgiques, moulins et papeteries tant dans la vallée de Masevaux que dans la région de Bains-les-Bains.
- 1778 : La famille Falatieu (Joseph et Claude Thomas) devient propriétaire de l'établissement. La manufacture emploie alors près de 125 personnes et 5 commis[15], c'est une des plus importantes en France.
- 1793 : La Manufacture est achetée par Prosper Chaulin, un riche marchand parisien de fer-blanc.
- 1796 : J. Falatieu rachète la Manufacture.
- 1843 : Elle prend le nom de Société Falatieu et compagnie.
- 1897 : Société des clouteries de la Manufacture de Bains[16].
- 1914 : Mise en service d'une saboterie.
- 1951 : Fin des activités.
- 1979 : Début de la restauration.
- 1988 : Inscription  au titre des monuments historiques par arrêté du 4 février 1988[1].

## Personnages célèbres

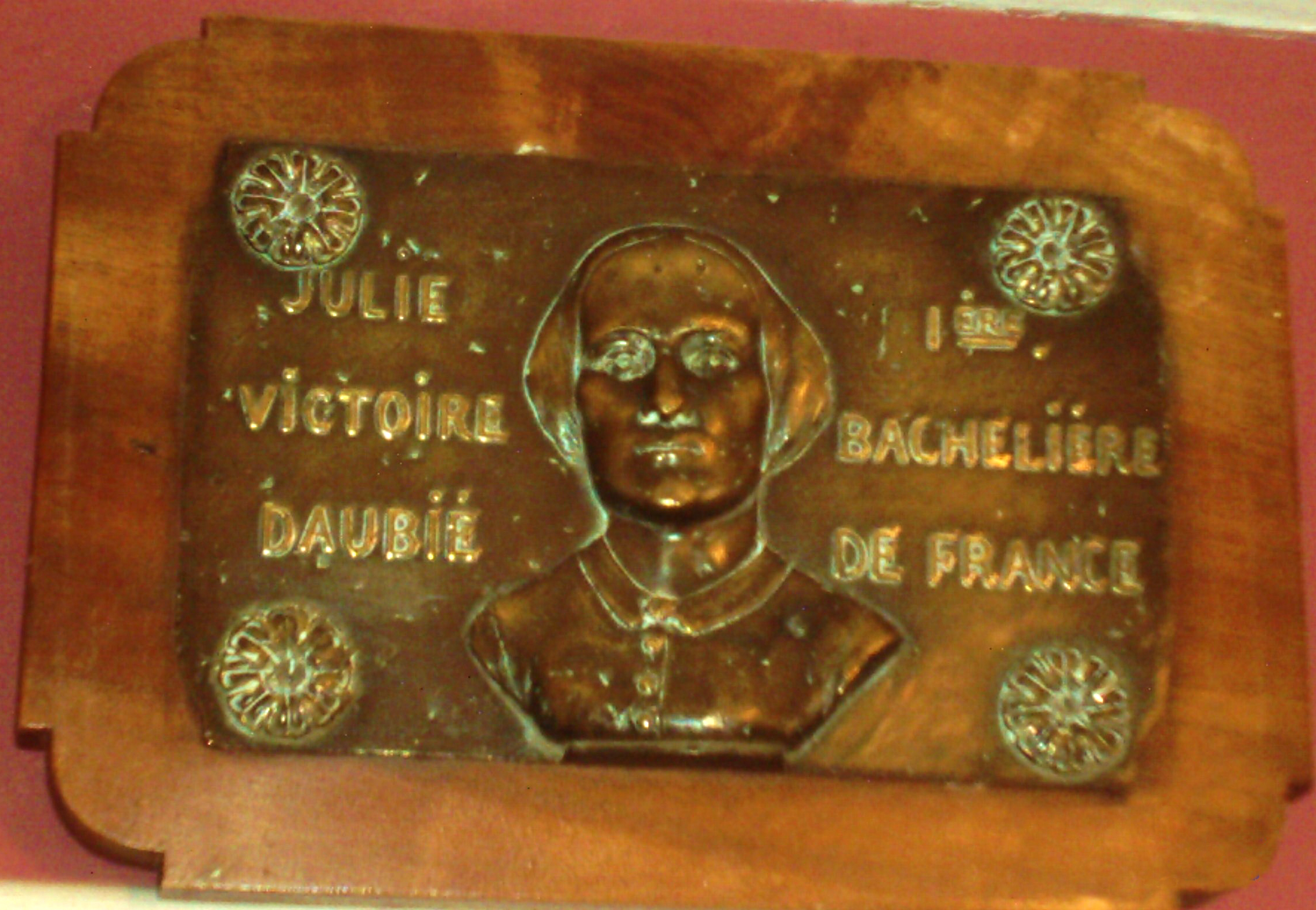
Plaque à l'effigie de Julie-Victoire Daubié, musée de la broderie Fontenoy-le-Château.

Julie-Victoire Daubié (1824-1874), journaliste économique et première bachelière de France en 1861, naît à la Manufacture en 1824 où son père occupe les fonctions de directeur ou commis caissier. À la mort de son père en 1825, elle n'a que 20 mois, sa mère rejoint Fontenoy-le-Château où la fillette passera son enfance.